# كيكي هيرموسو
كيكي هيرموسو (بالإسبانية: Enrique Gómez Hermoso) هو لاعب كرة قدم إسباني في مركز الدفاع، ولد في 10 أغسطس 1999 في مدريد في إسبانيا. لعب مع رايو فايكانو.

## وصلات خارجية
- كيكي هيرموسو على موقع قاعدة بيانات كرة القدم.إي يو (الإنجليزية)
- كيكي هيرموسو على موقع Soccerway.com (الإنجليزية)